# Мньянджа
Мнья́нджа (англ. M'nyanja) — вища традиційна громада у складі дистрикту Касунгу Центрального регіону Малаві.
Населення — 38726 осіб (2018).